# Abertura (programa de televisão)
Abertura foi um programa da Rede Tupi de Televisão, exibido no domingo à noite. Era dirigido por Fernando Barbosa Lima. Foi o sucessor do programa Primeiro Plano.

## Abertura do programa
A abertura do programa Abertura mostrava os presidentes da república, passando todos os presidentes entre Getúlio Vargas e João Figueiredo. A abertura também mostrava outras personalidades em voga na época, como Ulisses Guimarães, Golbery do Couto e Silva, Pelé e Adolpho Bloch. 
Há quem compare o conteúdo do Programa Abertura com o Programa Fantástico (Rede Globo), porém tal aproximação é exagerada e indevida, uma vez que o Abertura possuía um conteúdo ideológico bem diferenciado do Programa Global. A proposta do programa era discutir, com a participação do público, questões relacionadas à abertura política, tendo em vista o processo de redemocratização que vinha sendo gestado naquele período. Assim, participavam do programa personalidades de destaque no meio artístico, político, intelectual e cultural no cenário nacional, a exemplo de Glauber Rocha, João Saldanha, Norma Bengell, Antônio Callado, Fausto Wolf, Fernando Sabino, Sargentelli, dentre outros.
Fonte: LIMA, Fernando Barbosa. Nossas câmeras são seus olhos. RJ: Ediouro, 2007.
MOTA, Regina. A épica eletrônica de Glauber - um estudo sobre cinema e TV. BH: UFMG, 2001